# Francisco López Estrada
Francisco López Estrada (Barcelona, 1918-Valencia, 16 de mayo de 2010) fue un filólogo, crítico literario, bibliógrafo y medievalista español.

## Biografía
Aunque catalán nacido en Barcelona y con abuelos en Ametlla de Balaguer, estudió el primer año de Filosofía y Letras en la Complutense de Madrid cuando estalló la Guerra Civil y tuvo que volver a Cataluña, donde estuvo del lado de la República. Ya por entonces era un fotógrafo aficionado, y dejó documentados los destrozos causados por la contienda. Retomó los estudios en 1939, en los que tuvo como profesor a José Fernández Montesinos, y tras acabarlos pasó a ser profesor ayudante y luego auxiliar de la misma Universidad; hizo su tesis sobre la Embajada a Tamerlán de Ruy González de Clavijo (1943), que editó posteriormente. En junio de 1946, obtuvo por oposición la cátedra de Lengua y Literatura Españolas y Literatura Universal de la Universidad de La Laguna, donde catalogó el fondo antiguo de su biblioteca, y, en 1947, obtuvo el traslado a la Universidad de Santiago de Compostela. Por entonces, se casó con la antequerana Teresa García-Berdoy Regel, de madre alemana, con la que tuvo cuatro hijos. Un año más tarde, en 1948, se volvió a trasladar a la Universidad de Sevilla, de la que fue decano en 1956 y donde trabajó veinticinco años, que él consideró posteriormente como los más felices. Después, se trasladó otra vez a la Universidad Complutense de Madrid (1975-86) y enseño literatura medieval hasta su jubilación. Publicó también como profesor emérito hasta 1994 e incluso después varias obras.
Dio cursos y conferencias en universidades del Viejo y del Nuevo Mundo, y fue miembro de la Hispanic Society of America (correspondiente en 1962, numerario en 1989), académico de la Real Academia Sevillana de Buenas Letras, oficial de la Orden de las Palmas Académicas de la República Francesa (1966), comendador de la Orden al Mérito de la República Italiana (1970) y doctor honoris causa por la Universidad de Sevilla (1988). Mantuvo una amplísima correspondencia con el mundo erudito y exiliado de entonces; ocasionalmente halló tiempo también, en Madrid, para asistir a la tertulia que Antonio Rodríguez Moñino, José López de Toro y José María de Cossío tenían en el Café Lyon, frente al Palacio de Correos.
Bajo el lema nulle die sine linea ('ningún día sin una línea') su bibliografía abarca 534 títulos, entre ellos casi setenta libros. Adaptó al castellano moderno el Cantar de mio Cid, su obra más difundida, y publicó un manual de Introducción a la literatura medieval española que fue ampliando en sucesivas ediciones. Estudió la novela pastoril y editó las de Jorge de Montemayor, Gaspar Gil Polo y Cervantes; investigó el grupo poético antequerano-granadino y editó además las Poesías y Prosa de Pedro de Espinosa. Se interesó asimismo por la difusión de Tomás Moro en España y editó, entre otras obras, la Embajada a Tamerlán de Ruy González de Clavijo y varias antologías de poesía medieval y poéticas medievales, así como una monografía sobre libros de viajes también del medioevo. Coordinó además el volumen consagrado a La cultura del románico, siglo xi al xiii, tomo XI de la Historia de España dirigida por Ramón Menéndez Pidal y continuada por José María Jover Zamora, que apareció en 1995. 
De su faceta didáctica cabe destacar el número de tesis que dirigió, sus estudios sobre el comentario de textos y sus bibliografías críticas. Editó y comparó asimismo las Fuenteovejuna de Lope de Vega y de Cristóbal de Monroy. Sus análisis se acercaban con frecuencia la metodología de la literatura comparada y se extendieron a la obra de Bécquer y a la poesía de la Generación del 27. También estudió la renovación de la métrica española en el siglo XX y  editó asimismo varios clásicos más, por ejemplo, Platero y yo de Juan Ramón Jiménez.

## Obras
- Poema del Cid: versión métrica (Madrid: Castalia, 1974; 2.ª ed. 2007)
- Estudio crítico de La Galatea de Miguel de Cervantes, La Laguna: Universidad de La Laguna, 1948.
- Ed. de Miguel de Cervantes, Galatea, 1999.
- Ed. de Jorge de Montemayor, Los siete libros de la Diana, 1954 y Madrid: Espasa-Calpe, 1962
- Ed. de Ruy González de Clavijo, Relación de la embajada de Enrique III al Gran Tamorlán de Ruy González de Clavijo (Buenos Aires: Espasa-Calpe, 1952) y Embajada a Tamorlán, Madrid: Castalia, 1999, 2004 y 2018.
- Libros de viajeros hispánicos medievales, Madrid : Laberinto, 2003
- Ed. de Gaspar Gil Polo, Diana enamorada, Castalia, 1987
- Tomás Moro y España: sus relaciones hasta el siglo XVIII, Madrid: Universidad Complutense, 1980
- Introducción a la literatura medieval española, Madrid: Gredos , 1952, con varias ediciones ampliadas hasta 1987.
- Los "Primitivos" de Manuel y Antonio Machado, Madrid: Cupsa, 1977. ISBN 84-390-0008-1
- Los libros de pastores en la literatura española (la órbita previa) Madrid : Gredos, [1974]
- Panorama crítico sobre el Poema del Cid. Madrid: Castalia, 1982
- Ed. de Antonio de Villegas, El abencerraje (novela y romancero), 1965 y Madrid: Cátedra, 1980.
- Con su hija María Teresa López García-Berdoy, ed. de Lope de Vega, El remedio de la desdicha, 1991
- Ed. de Pedro de Espinosa, Poesías completas, 1975.
- Ed. de Pedro de Espinosa, Obras en prosa, Málaga, Diputación Provincial, 1991.
- Métrica española del siglo XX, 1969.
- Poética para un poeta: las «Cartas literarias a una mujer» de Bécquer (1984)
- Con María Teresa López, Rimas y declaraciones poéticas de Gustavo Adolfo Bécquer (Madrid: Espasa-Calpe, 1977 y 1986)
- Rubén Darío y la Edad Media, 1971.
- Ed. de Lope de Vega y Cristóbal de Monroy, Fuente Ovejuna (dos comedias). Madrid: Castalia, 1977.
- Notas sobre la espiritualidad española de los siglos de oro (1972).
- Perspectiva sobre Pío Baroja, Sevilla: Universidad de Sevilla, 1872.
- Boccaccio, Lope de Vega y Tirso de Molina: un triángulo de relaciones (1981)
- Poética de la frontera andaluza (1998)
- Ed., con María Teresa López, de Lope de Vega, El remedio en la desdicha, comedia morisca sobre "El Abencerraje" Barcelona : PPU , 1991
- Ed. de Heliodoro, Historia etiópica de los amores de Teágenes y Cariclea, traducida por Fernando de Mena (1954)
- Trad. junto con Klaus Wagner, de Rudolf Baehr, Manual de versificación española (1970)
- Ed. de Las poéticas castellanas de la Edad Media (1985)